# Lathyrus multiceps
Lathyrus multiceps är en ärtväxtart som beskrevs av Dominique Clos. Lathyrus multiceps ingår i släktet vialer, och familjen ärtväxter. IUCN kategoriserar arten globalt som livskraftig. Inga underarter finns listade i Catalogue of Life.